# Minamiyama Chiaki
Minamiyama Chiaki (南山 千明, sinh ngày 16 tháng 10 năm 1985) là một cầu thủ bóng đá nữ người Nhật Bản.

## Đội tuyển bóng đá nữ quốc gia Nhật Bản
Minamiyama Chiaki thi đấu cho đội tuyển bóng đá nữ quốc gia Nhật Bản từ năm 2010.

## Thống kê sự nghiệp
| Nhật Bản  | Nhật Bản | Nhật Bản |
| Năm       | Trận     | Bàn      |
| --------- | -------- | -------- |
| 2010      | 4        | 2        |
| Tổng cộng | 4        | 2        |